# Laevophiloscia myrmecophila
Laevophiloscia myrmecophila är en kräftdjursart som beskrevs av Wahrberg1922. Laevophiloscia myrmecophila ingår i släktet Laevophiloscia och familjen Philosciidae. Inga underarter finns listade i Catalogue of Life.